# Эвора-де-Алкобаса
Эвора-де-Алкобаса (порт. Évora de Alcobaça) — район (фрегезия) в Португалии, входит в округ Лейрия. Является составной частью муниципалитета Алкобаса. По старому административному делению входил в провинцию Эштремадура. Входит в экономико-статистический субрегион Оэште, который входит в Центральный регион. Население составляет 4788 человек на 2001 год. Занимает площадь 42,32 км².
Покровителем района считается Иаков Зеведеев (порт. Santiago).